# Dunörtssvärmare
Dunörtssvärmare, Proserpinus proserpinus, är en fjärilsart som beskrevs av Peter Simon Pallas 1771. Enligt Catalogue of Life är det vetenskapliga namnet istället  Proserpinus proserpina. Dunörtssvärmare ingår i släktet Proserpinus och familjen svärmare, Sphingidae. IUCN kategoriserar arten globalt som otillräckligt studerad, men den är fredad enligt EU:s art- och habitatdirektiv. Arten är ännu inte påträffad i Sverige. Inga underarter finns listade i Catalogue of Life.

## Bildgalleri

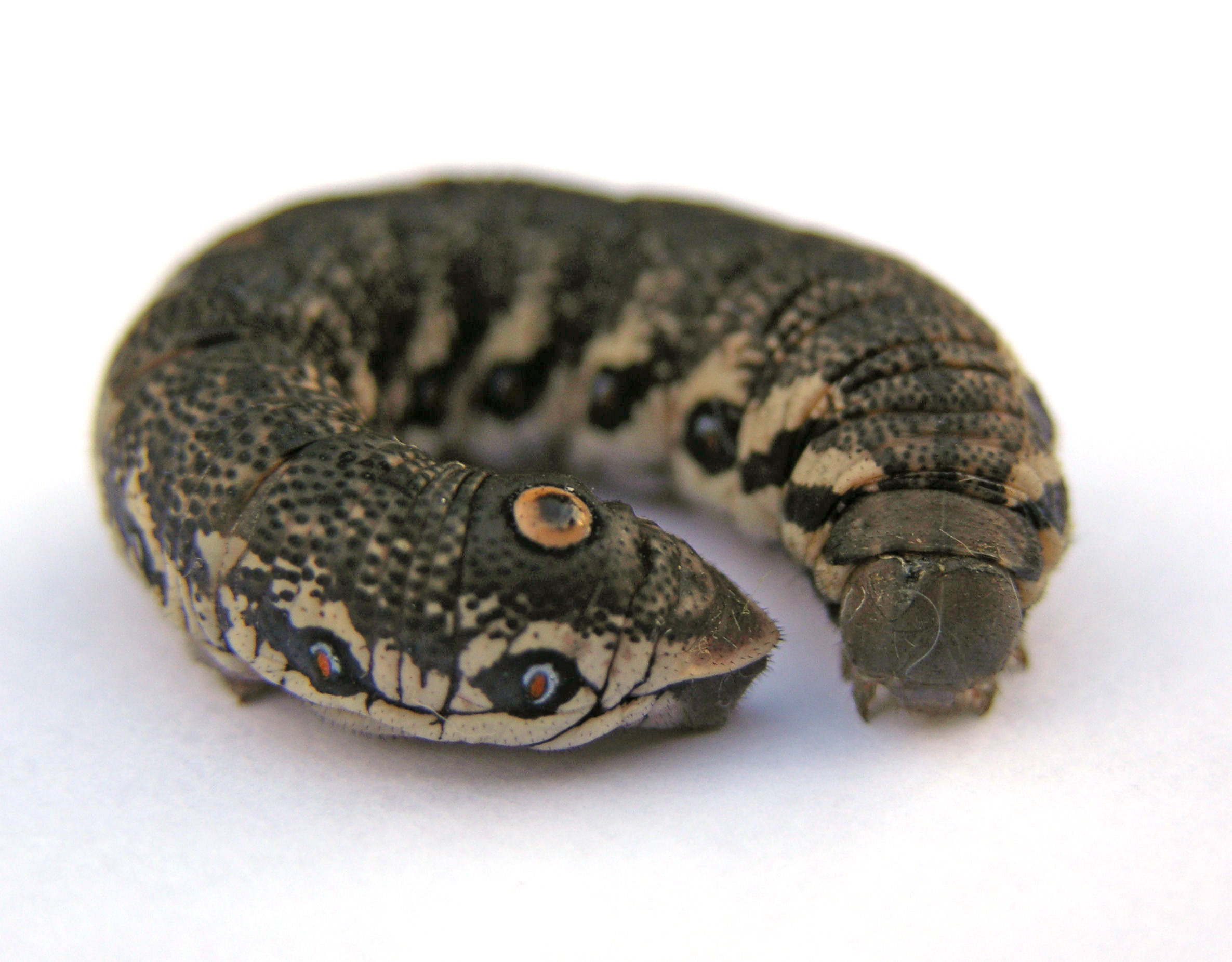
Fjärilens larv
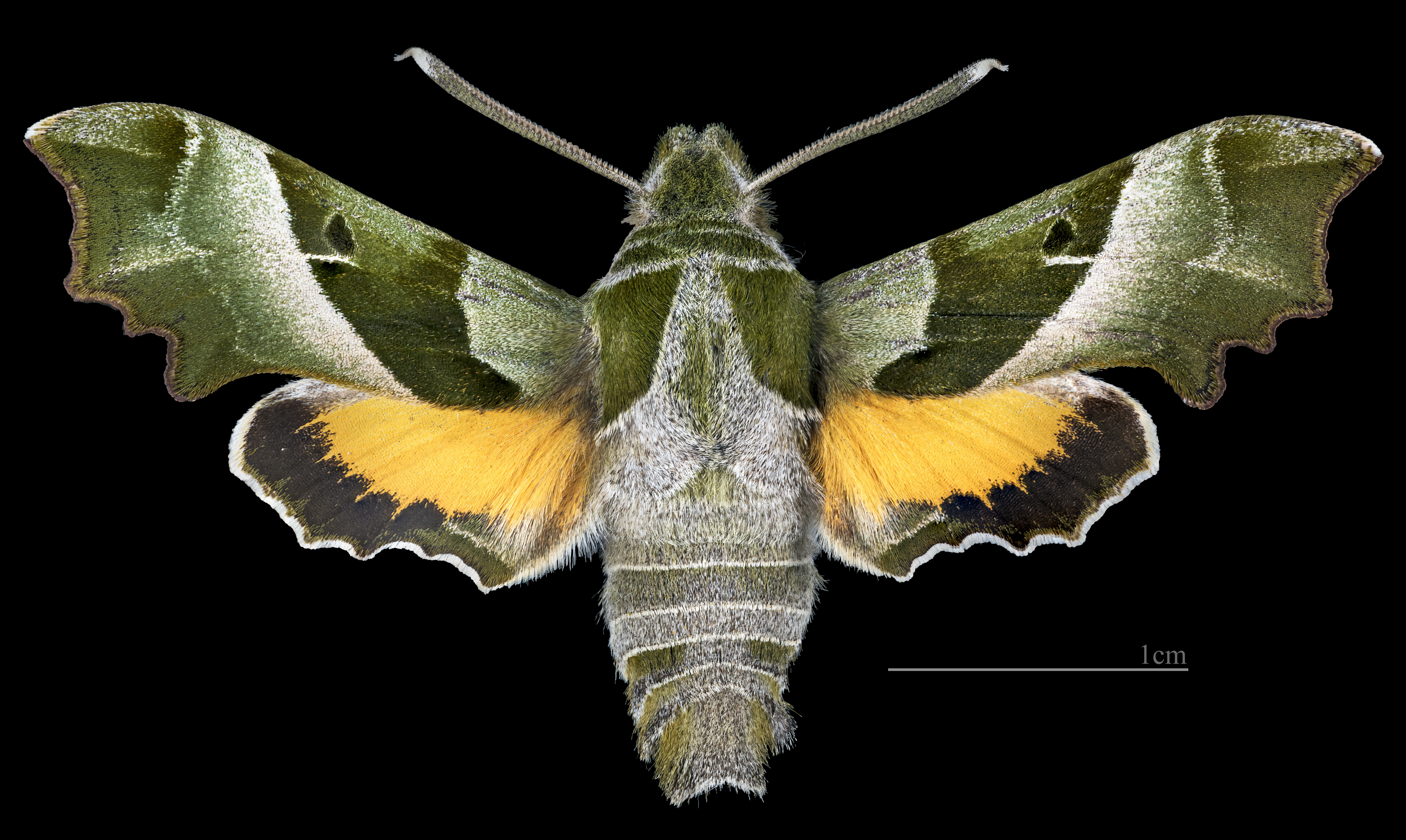
Imago hane ovansida
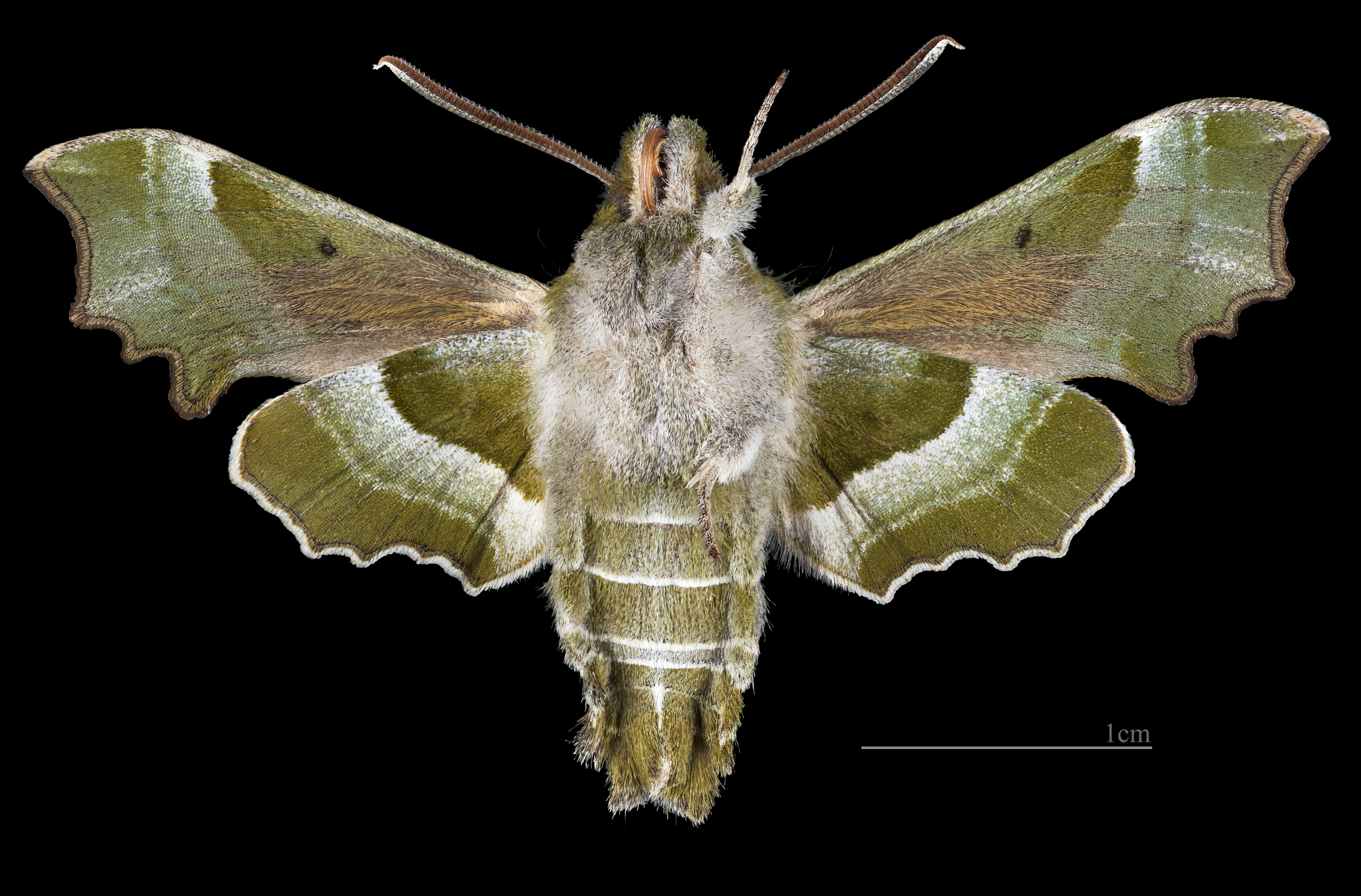
Imago hane undersida
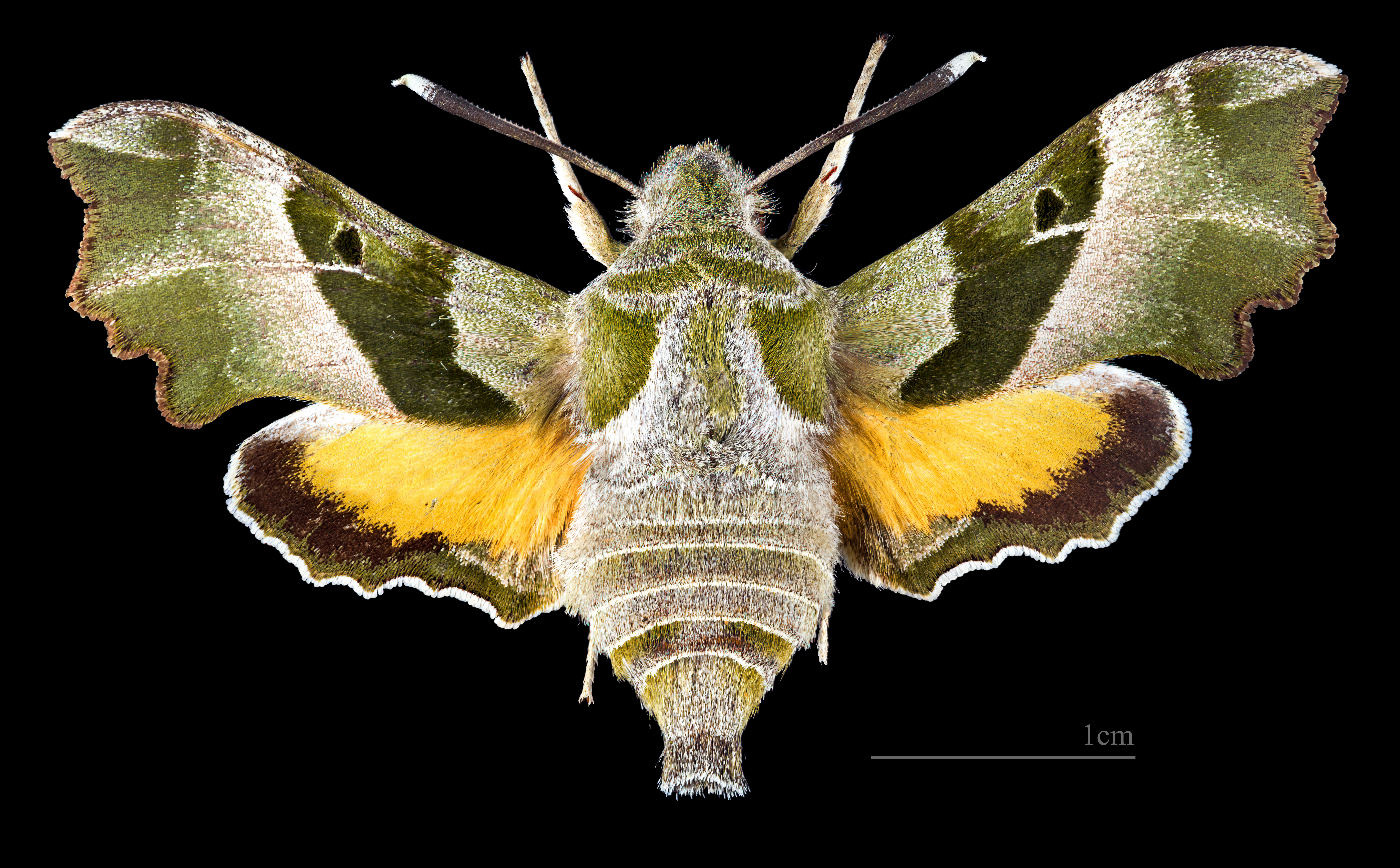
Imago hona ovansida
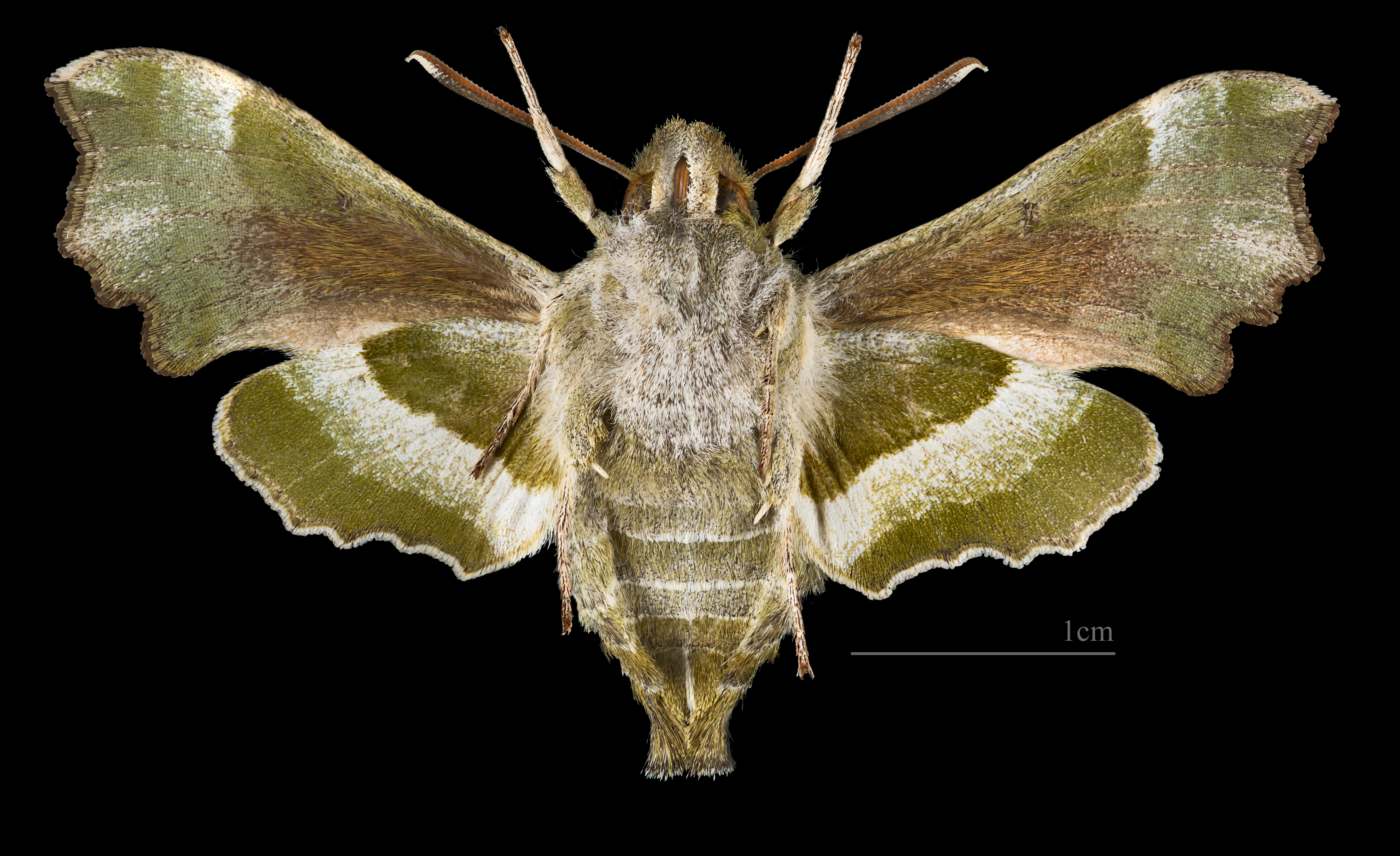
Imago hona undersida